# هاري شو
هاري شو هو لاعب هوكي الجليد كندي، ولد في 19 سبتمبر 1943 في رووان نوراندا في كندا.

## وصلات خارجية
- هاري شو على موقع EliteProspects.com (الإنجليزية)
- هاري شو على موقع HockeyDB.com (الإنجليزية)